# Fietsring

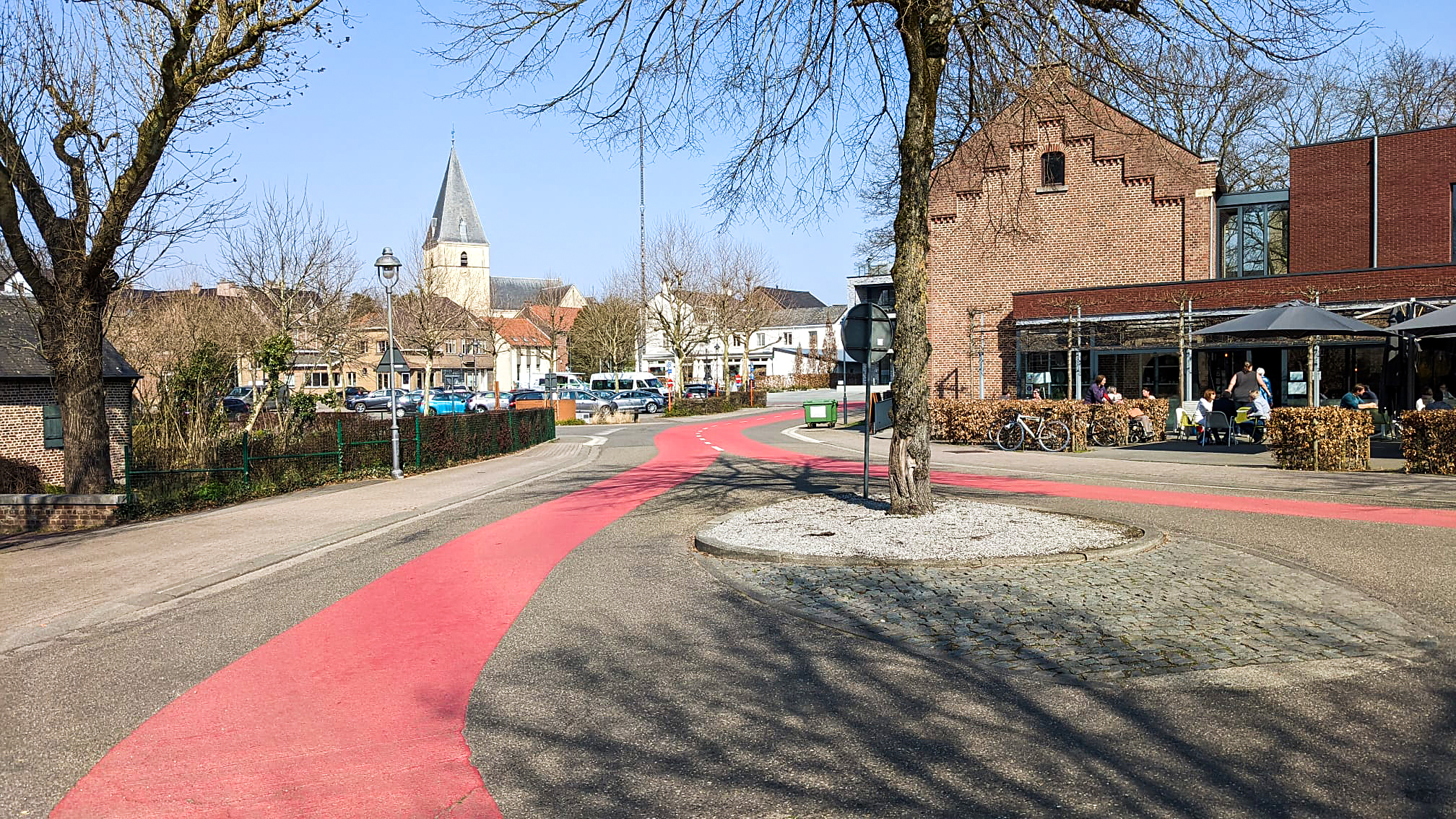
Een gedeelte van de fietsring te Zutendaal

De Fietsring is een fietsstraat van 1,9 km in het centrum van de Belgische gemeente Zutendaal. Op 13 juli 2018 werd deze ring ingehuldigd. De inrichting van de straat zorgt ervoor dat de fietser de hoofdgebruiker is. Hiermee is Zutendaal de eerste Limburgse gemeente die een fietsring aanlegt.

## Beschrijving
De fietsstraat loopt door het centrum van Zutendaal, langs twee basisscholen. Signalisatieborden en rode wegmarkering geven begin en einde van de fietsstraat aan. De aanleg kostte 70.000 euro.

## Geldende regels
- motorvoertuigen mogen fietsers niet voorbijsteken
- de volledige breedte is voorbehouden voor fietsers
- de snelheid is beperkt tot 30 km/u